# شيلوه
شيلوه (بالإنجليزية: Shiloh, Harris County, Georgia)‏ هي مدينة تقع في مقاطعة هاريس، جورجيا بولاية جورجيا في الولايات المتحدة. تبلغ مساحة هذه المدينة 5.9 (كم²)، وترتفع عن سطح البحر  م، بلغ عدد سكانها 423 نسمة في عام 2010 حسب إحصاء مكتب تعداد الولايات المتحدة.

## وصلات خارجية
- Cities & Counties - Georgia.gov